# Lukas Klostermann
Lukas Manuel Klostermann (født d. 3. juni 1996) er en tysk professionel fodboldspiller, som spiller for Bundesliga-klubben RB Leipzig og Tysklands landshold.

## Klubkarriere

### VfL Bochum
Klostermann fik sin professionelle debut for Bochum i marts 2014, og imponerede stort i de sidste kampe i slutningen af 2013-14 sæsonen. Det lykkedes dog efter sæsonen ikke at blive enig med Bochum om en kontrakt med klubben.

### RB Leipzig
Efter at have forladt Bochum, skiftede Klostermann til RB Leipzig. Klostermann blev i løbet af 2015-16 sæsonen fast mand på højre-backen, og forblev i denne rolle frem til begyndelsen af 2018, hvor han som resultat af skader mistede sin plads til Konrad Laimer. Han vendte dog skarpt tilbage efter sin skadesperiode, og har spillet en vigtig rolle for Leipzig som både højre-back, men også som center-back.

## Landsholdskarriere

### Ungdomskarriere
Klostermann har repræsenteret Tyskland på flere ungdomsniveauer.

### Olympiske fodboldhold
Klostermann var del af Tysklands trup OL i 2016. Tyskland nåede her til finalen, men tabte her til Brasilien.

### Seniorlandshold
Klostermann gjorde sin debut for seniorlandsholdet den 20. marts 2019. Han var del af Tysklands trup til EM 2020 og VM 2022.

## Titler
RB Leipzig
- DFB-Pokal: 1 (2021-22)

Tyskland
- Sommer-OL 2016: Sølvmedalje